# Nachthareheb
Nachthareheb, známý též jako Nektanebos (Νεκτανεβώς), byl posledním faraonem 30. dynastie. Je to také poslední egyptský faraon, který právě pocházel z této země. Po něm v Egyptě vládli pouze cizí panovníci až do období středověku. Vládl v letech 360–343 př. n. l. Někdy bývá označován jako Nektanebo II. a jeho děd Nachtnebef jako Nektanebo I., ačkoliv v egyptštině (nḫt-ḥr-ḥbt a nḫt-nb.f) i v řečtině (Νεκτανεβώς a Νεκτάνεβις) byla jména obou panovníků odlišná.

## Počátek vlády

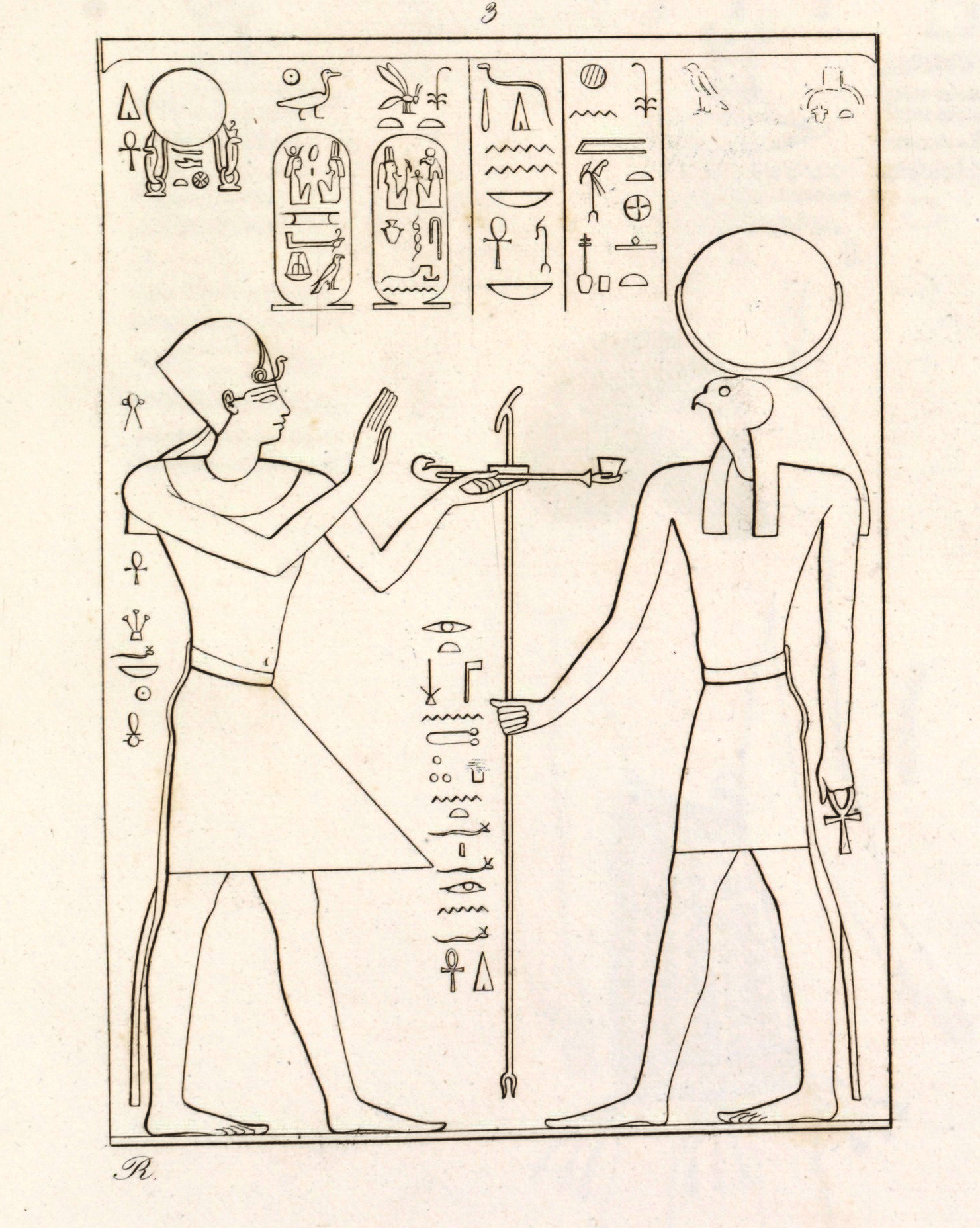
Nachthareheb nabízí bohu Reovi kadidlo

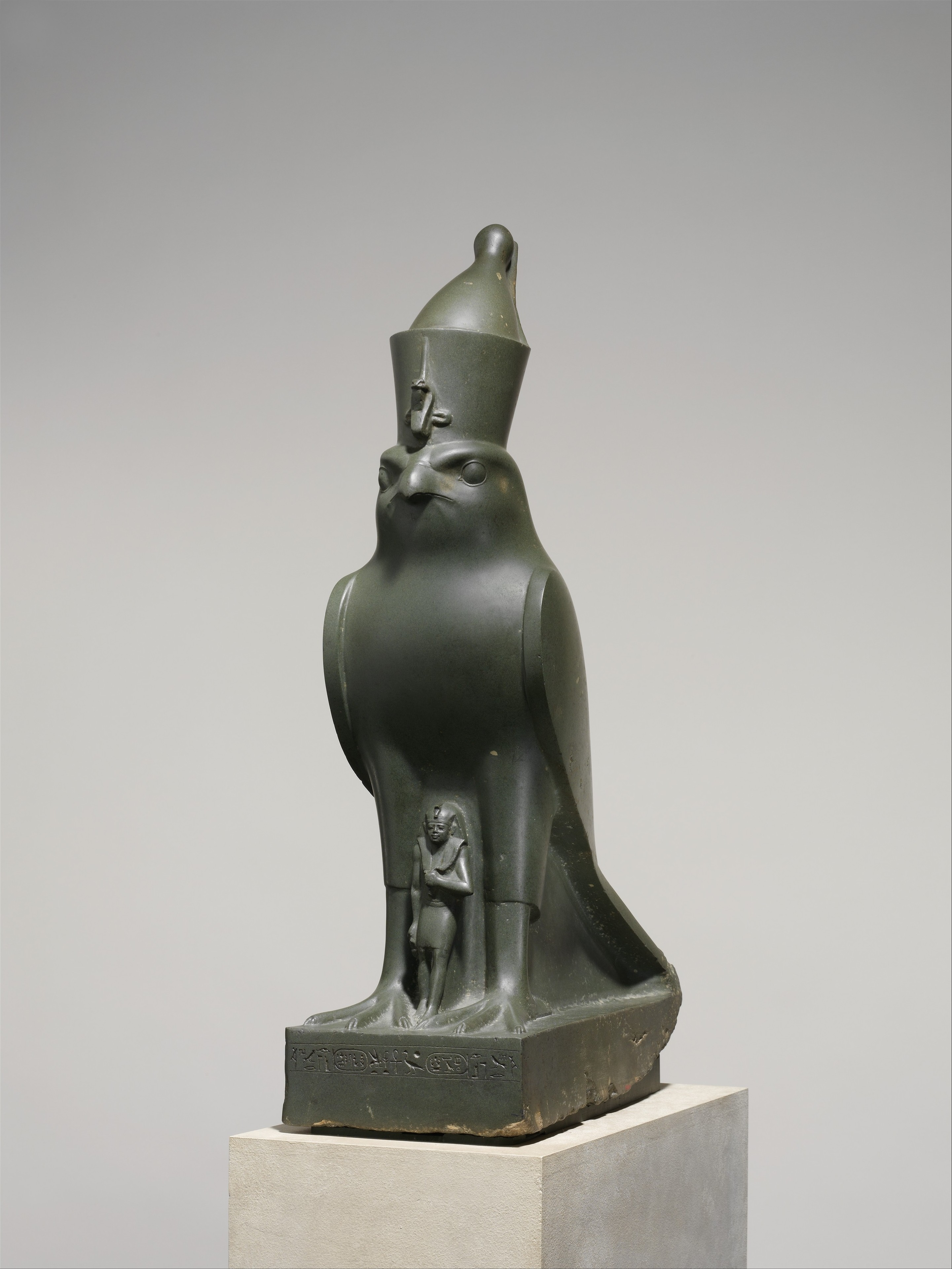
Bůh Hor ochraňuje Nachthareheba; Metropolitní muzeum, New York

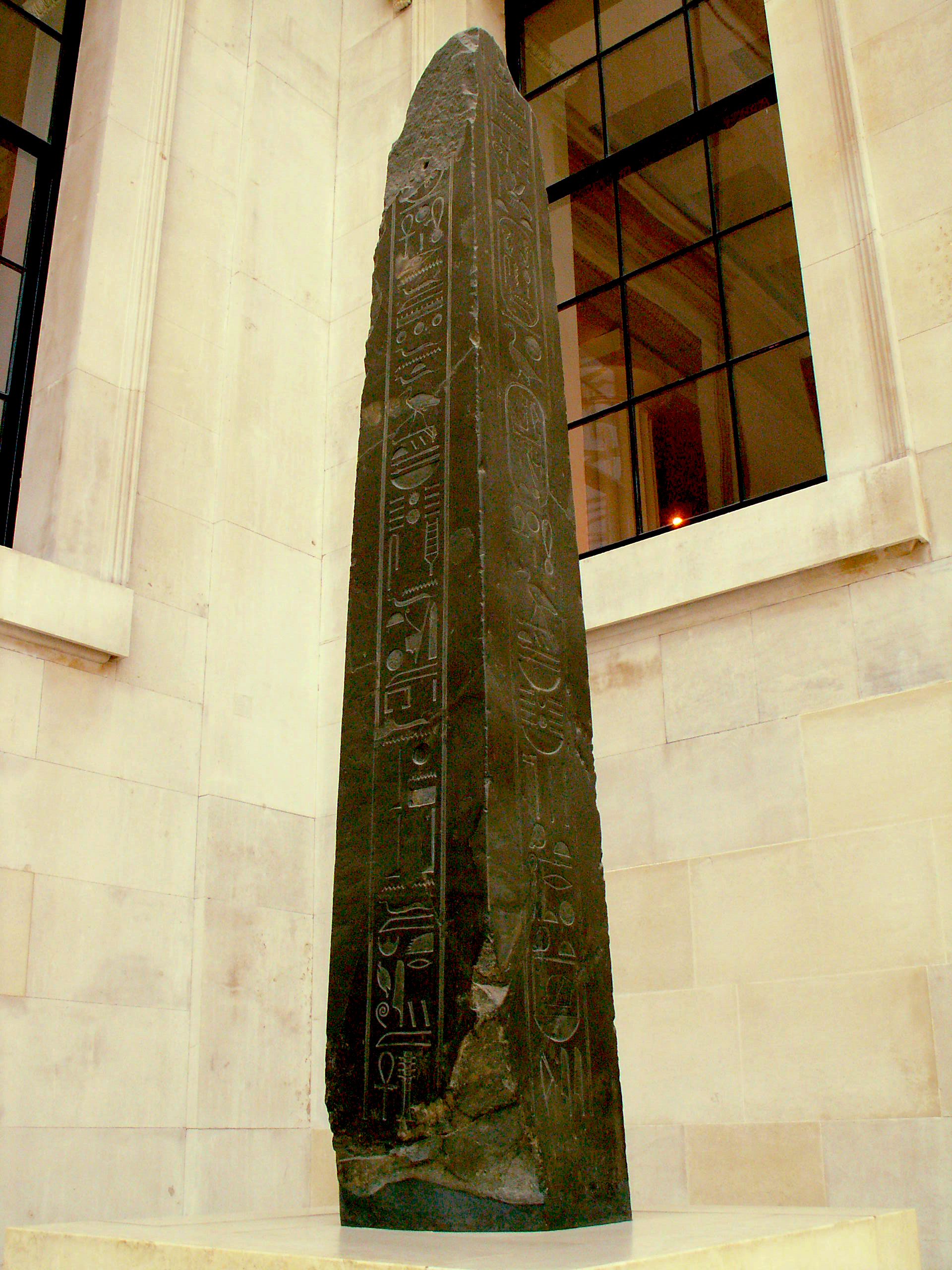
Obelisk faraona Nachthareheba; Britské muzeum, Londýn

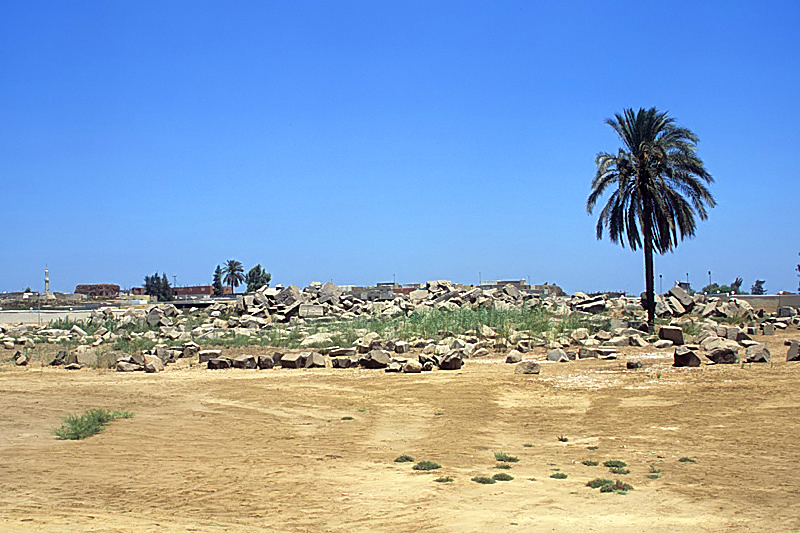
Ruina chrámu v Behbeit El Hagar

Králem se stal během vojenského tažení svého bratrance, faraona Džedhora do Persie. Když byl faraon v Syropalestině, rozhořel se odpor k jeho povýšenosti a neúměrnému a tvrdému výběru daní, spor s jeho řeckými spojenci a později i s vlastními vojáky. Džedhor tyto spory a nevraživost ukončil svým útěkem k Peršanům až do města Sús. Po jeho útěku převzal Nachthareheb, do té doby správce země, vedení nad vojskem a odvedl je zpátky do Egypta. Prohlásil se za faraona a za trůnní jméno přijal jméno svého děda Nachtnebefa. Během vlády jeho předchůdce se země dostala téměř na okraj vzpoury, Nachthareheb. jí však zajistil stabilní vládu, rozvoj a prosperitu.

## Války s Peršany
Nachthareheb, který za vlády svého předchůdce byl správcem země a disponoval prostředky země, je po Džedhorově vypuzení a svém usednutí na trůn využíval hlavně ke stavbě a obnově starých chrámů a posílení vojenské moci. Obnovil přátelství a spojenectví s Řeky a Kypřany s vědomím, že nebezpečí obnoveného perského útoku na Egypt bylo stále vážné. Tento útok přišel v roce 350 př. n. l., Egypťané jej však odrazili. Přálo jim totiž velké štěstí. Peršané chtěli totiž obejít pohraniční pevnosti, ale zabloudili v poušti, když se pak dostali k Nilu, bylo právě období záplav, spousta perských vojáků v nich nalezla smrt. Vysílené a zoufalé zbytky vojska poté napadly pevnost Pelúsion. V bitvě o tuto pevnost Egypťané a Řekové Peršany na hlavu porazili. Toto bylo poslední vítězství Egypťanů ve válce, ve které se bojovalo naposled na území jejich země a pod standartami jejich starých bohů a králů. Po tomto vítězství mohl Nachthareheb válku přesunout na území Persie, přednost však dal míru. Pravděpodobně se domníval, že Persie se z této porážky nevzpamatuje. V roce 343 př. n. l. se však perská vojska, která tentokrát vedl samotný král Artaxerxés III., dala do pohybu a již na podzim téhož roku, stála opět před Pelúsiem. Pevnost ale statečně vzdorovala perskému útoku. Poté se Artaxerxés rozhodl, že do Egypta pronikne po Nilu. Povedlo se mu to u západního ramene, kde se střetl se sborem řeckých žoldnéřů, ti však v následném boji podlehli perské přesile. Peršanům potom padlo do rukou město Bubastis. Artaxerxés měl volnou cestu k Mennoferu. Možnosti, že by obsadil bývalé hlavní město celého Egypta, se ihned chopil. Jestli do města dorazil dřív Artaxerxés či Nachthareheb, není jasné. Jisté je to, že Nachthareheb město obětoval bez boje a stáhl se, i když měl vojsko, které čítalo 40 000 řeckých a libyjských žoldnéřů a 60 000 egyptských vojáků. Jakmile se vzdal obrany Mennoferu, naložil na loď tolik drahocenností, kolik unesla, a odplul proti proudu Nilu na jih do Núbie. Zde mu byl udělen azyl.

## Monumenty
Nachthareheb ve stavební činnosti navázal na svého děda Nachtnebefa, opravil a rozšířil řadu starších chrámů, věnoval kněžským chrámům řadu darů. V památkách po celé zemi se nacházejí nápisy s jeho jménem, jako jsou v Heliopolis, Athribis, Bubastis a Sebennytos a významném chrámu v Behbeit El Hagar zasvěcený bohyni Isis. Zmíněné stavby nesou také stopy po následných vkladech z Ptolemaiovské éry. Jeho podpora náboženských staveb a kněžství obecně byly motivovány jeho snahou o veřejnou legitimizaci jeho vlády získané uzurpací trůnu.

## Epilog
Nachtharehebova vláda ukončila několik tisíciletí vlád egyptských dynastií, i když přerušovanými přechodnými obdobími, prolínajících egyptskou kulturní linii a posloupnosti až do posledních egyptských faraonů, ukončenou perskou nadvládou. Tu však po zhruba deseti letech nahradila řecko-římská doba. Nicméně po smrti Alexandra Velkého na trůn nastolená dynastie Ptolomáiovců navázala na kulturní odkaz egyptských faraonů a v mnoha případech jej dále rozvíjela.